# Pristaulacus emarginaticeps
Pristaulacus emarginaticeps är en stekelart som beskrevs av Turner 1922. Pristaulacus emarginaticeps ingår i släktet Pristaulacus och familjen vedlarvsteklar. Inga underarter finns listade i Catalogue of Life.